# Stadt, Land, Lecker
Stadt, Land, Lecker ist eine deutsche Koch-Fernsehsendung, die im ZDF ausgestrahlt wird (Wiederholungen auch auf ZDFneo). Grundgedanke ist dabei, die regionale Küche zu stärken und zu fördern.

## Konzept
In jeder Folge tritt ein regionaler Koch gegen einen Fernsehkoch an. Dieser reist dafür an den Ort, in dem sich das Restaurant seines Kontrahenten befindet. Dort wird ihm eine von diesem zubereitete regionale Spezialität serviert, die er verkostet und deren Zutaten und Zubereitungsweise er mithilfe seines Geschmackssinns und seiner Berufserfahrung möglichst umfassend zu analysieren versucht. Ein Rezept erhält er nicht. Anschließend haben beide Köche drei Stunden Zeit, das Gericht (erneut beziehungsweise erstmals) zuzubereiten. Der Fernsehkoch darf sich dabei auch bewusst für eine kulinarische Neuinterpretation beziehungsweise Weiterentwicklung entscheiden. In diesem Punkt unterscheidet sich das Konzept von dem der bereits seit 2014 bei VOX ausgestrahlten Kochsendung Kitchen Impossible, das ansonsten vom Ansatz her so ähnlich ist, dass Stadt, Land, Lecker unter anderem von der Programmzeitschrift TV Movie als Imitation bezeichnet wurde.
Der regionale Koch arbeitet in seiner Restaurantküche, der Fernsehkoch in einem unweit des Restaurants geparkten Imbisswagen, in dem sich eine voll ausgestattete Küche befindet. In dem Fahrzeug findet der Fernsehkoch außerdem alle erforderlichen Zutaten, als zusätzliche Herausforderung aber auch einige weitere, die für das Originalrezept nicht benötigt werden.
Nach Ablauf der drei Stunden bekommt eine Jury das von beiden Köchen zubereitete und auf Tellern angerichtete Essen serviert. Anders als die Zuschauer wissen die Juroren nicht, von wem welcher Teller stammt. Zur Unterscheidung wird eine Farbkodierung angewendet (blauer Teller, roter Teller). Die Jury verkostet die Gerichte, diskutiert darüber und entscheidet dann, wer den Wettbewerb gewonnen hat. Dafür wird seit der zweiten Staffel ein Punktesystem angewendet, bei dem maximal 15 Punkte vergeben werden können (zuvor gab es eine einfache Mehrheitsentscheidung). Die Juroren bewerteten die Gerichte zunächst in den Kategorien Optik (maximal fünf Punkte), Geschmack (maximal sieben Punkte) und Tradition (maximal drei Punkte), wobei in einer Folge von dieser Gewichtung abgesehen wurde, sodass in jeder Kategorie bis zu fünf Punkte verteilt werden konnten. Seit der dritten Staffel werden nur noch die Kategorien Optik (maximal fünf Punkte) und Geschmack (maximal zehn Punkte) bewertet.
Anschließend erfahren die beiden Köche das Ergebnis, indem sie Umschläge mit den Wertungskarten der Juroren öffnen und die Punktzahlen selbstständig addieren. Wie welcher Juror abgestimmt hat, bleibt offen.

## Moderation, Köche, Juroren und Drehorte
Die ersten Folgen wurden von der Schauspielerin Elena Uhlig moderiert. Seit Beginn der zweiten Staffel wird auf einen Moderator verzichtet, durch die Sendung führt stattdessen ein Off-Sprecher. Diese Aufgabe wird von Robert Steudtner übernommen.
Als prominente Köche nahmen zunächst Johann Lafer und Nelson Müller teil. In der zweiten Staffel trat zudem Alexander Herrmann an. In der dritten und vierten Staffel wirkten neben Herrmann und Müller Christian Lohse und Maria Groß mit, Lafer nicht mehr.
| Sternekoch         | Staffeln | Staffeln | Staffeln | Staffeln |
| Sternekoch         | 1        | 2        | 3        | 4        |
| ------------------ | -------- | -------- | -------- | -------- |
| Johann Lafer       |          |          |          |          |
| Nelson Müller      |          |          |          |          |
| Alexander Herrmann |          |          |          |          |
| Christian Lohse    |          |          |          |          |
| Maria Groß         |          |          |          |          |

Die stets dreiköpfige Jury bestand in der ersten Staffel aus lokalen Juroren, die per Mehrheitsentscheidung einen Sieger kürten. Ab der zweiten Staffel kamen ein Punktesystem und feste Jurymitglieder zum Einsatz. Dabei handelte es sich um den Gastronomie-Journalisten Matthias F. Mangold und die Journalistin, Fernsehköchin und Food-Bloggerin Felicitas Then, die jeweils von einem lokalen Juror unterstützt wurden (in einer Folge wurde Mangold von dem Autor und Restaurantkritiker Carsten Henn vertreten). In der dritten und vierten Staffel bestand die Jury aus Henn, Mangold, Then sowie der Journalistin und Kochbuchautorin Stefanie Hiekmann, die in wechselnder Besetzung jeweils erneut gemeinsam mit einem oder zwei lokalen Juroren auftraten.
Während der vierten Staffel wurden vom 6. bis 10. Mai 2019 fünf Folgen gezeigt, in denen Alexander Herrmann unter dem Motto Stadt, Land, Lecker aus der Pfalz gegen ein Team antrat, das sich aus fünf Regionalköchen aus verschiedenen Pfälzer Orten zusammensetzte, darunter auch eine Landfrau und ein Fleischermeister. Die Jury bestand neben dem aus der Pfalz stammenden Stammjuror Matthias F. Mangold aus der Pfälzer Foodbloggerin Kerstin Getto und dem Landauer Pfarrer Axel Brecht, der bereits in der zweiten Staffel bei einer in Birkenhördt gedrehten Folge einen Auftritt als Gastjuror gehabt hatte.

## Produktion und Ausstrahlung
Nachdem für die ersten beiden Staffeln ausschließlich in Orten in Deutschland gedreht wurde, reisten die Fernsehköche in der dritten und vierten Staffel auch zu (zumeist deutschsprachigen) Regionalköchen auf Mallorca/Spanien, in Südtirol/Italien und in Österreich.
Die Erstausstrahlung der meisten Folgen erfolgte an Samstagnachmittagen im ZDF. Eine Ausnahme stellen die fünf Folgen des Specials Stadt, Land, Lecker aus der Pfalz dar, die innerhalb einer Woche zwischen Montag und Freitag auf dem Sendeplatz von Die Küchenschlacht gezeigt wurden.
Die erste Staffel, die aus fünf Folgen besteht, wurde vom 7. Mai bis zum 18. Juni 2016 gesendet, die zweite Staffel (acht Folgen) vom 29. Juli bis zum 23. September 2017, die dritte Staffel (zehn Folgen) vom 12. Mai bis zum 27. Oktober 2018 und die vierte Staffel (15 Folgen) vom 19. Januar bis zum 18. Mai 2019.